# Antiphates (Trojaner)
Antiphates (altgriechisch Ἀντιφάτης Antiphátēs) war in der antiken Mythologie der Sohn des lykischen Königs Sarpedon und einer thebanischen Nebenfrau.
Er folgte Aeneas nach Italien. Als Turnus gegen das trojanische Lager anstürmte, stellte er sich als erster ihm entgegen und wurde von dem Speer des Turnus tödlich in die Brust getroffen.